# Emili Giralt i Raventós
Emili Giralt i Raventós (Vilafranca del Penedès, 1927 - Barcelona, 2008) fou un historiador català.
Llicenciat el 1951 i deixeble de Jaume Vicens i Vives, ha estat lector de castellà a la Universitat de Durham a Newcastle (1954-1955), professor a la Universitat de Barcelona (1959), catedràtic d'Història Universal Moderna i Contemporània a la Universitat de València (1965-1971) i a la de Barcelona (des del 1971). Fou director del Centre d'Estudis Històrics Internacionals de la Universitat de Barcelona del 1975 al 1998. És el fundador i director del Centre d'Estudis d'Història Rural i de la revista Estudis d'Història Agrària, des del 1977. Fou director del Departament d'Història Contemporània de la Universitat de Barcelona, degà de la Facultat de Geografia i Història i vicerector d'ordenació acadèmica. També fou professor associat a la Universitat de la Sorbona del 1981 al 1983, i catedràtic emèrit de la Universitat de Barcelona (1992). Els seus treballs historiogràfics tracten, principalment, temes agraris, econòmics i socials de l'època moderna i contemporània. S'ha especialitzat en l'estudi de la població, de la història agrària i dels moviments socials als Països Catalans.
Del 1986 al 1995 ha estat president de l'Institut d'Estudis Catalans, dins la Secció Històrico-Arqueològica amb l'Especialitat d'Història agrària on promou la primera edició del Diccionari de la llengua catalana.
El 1997 fou guardonat amb la Creu de Sant Jordi. Giralt va morir la tarda del 16 d'abril de 2008 a Barcelona a l'edat de 81 anys.

## Obres
- La colonia mercantil francesa en Barcelona a mediados del siglo XVII (1956-1959)
- La population catalane de 1553 à 1717 (1960), amb Jordi Nadal i Oller
- Barcelona en 1717-1718, un modelo de sociedad preindustrial (1963)
- La immigració francesa a Mataró durant el segle XVIII (1966)
- Los estudios de historia agraria en España. Desde 1940 a 1961 (1962)
- El conflicto "rabassaire" y la cuestión agraria en Cataluña hasta 1936 (1964)
- Els moviments socials a Catalunya, País Valencià i les Illes (1800-1939) (1967)
- Bibliografia dels moviments socials a Catalunya, País Valencià i les Illes (1972)
- El franquisme i l'oposició: una bibliografia crítica (1939-1975) (1981)
- Premsa clandestina i de l'exili (1939-1976). Inventari (1977)
- Dos estudios sobre el País Valenciano (1978)